# Svatý Vít (kopec)

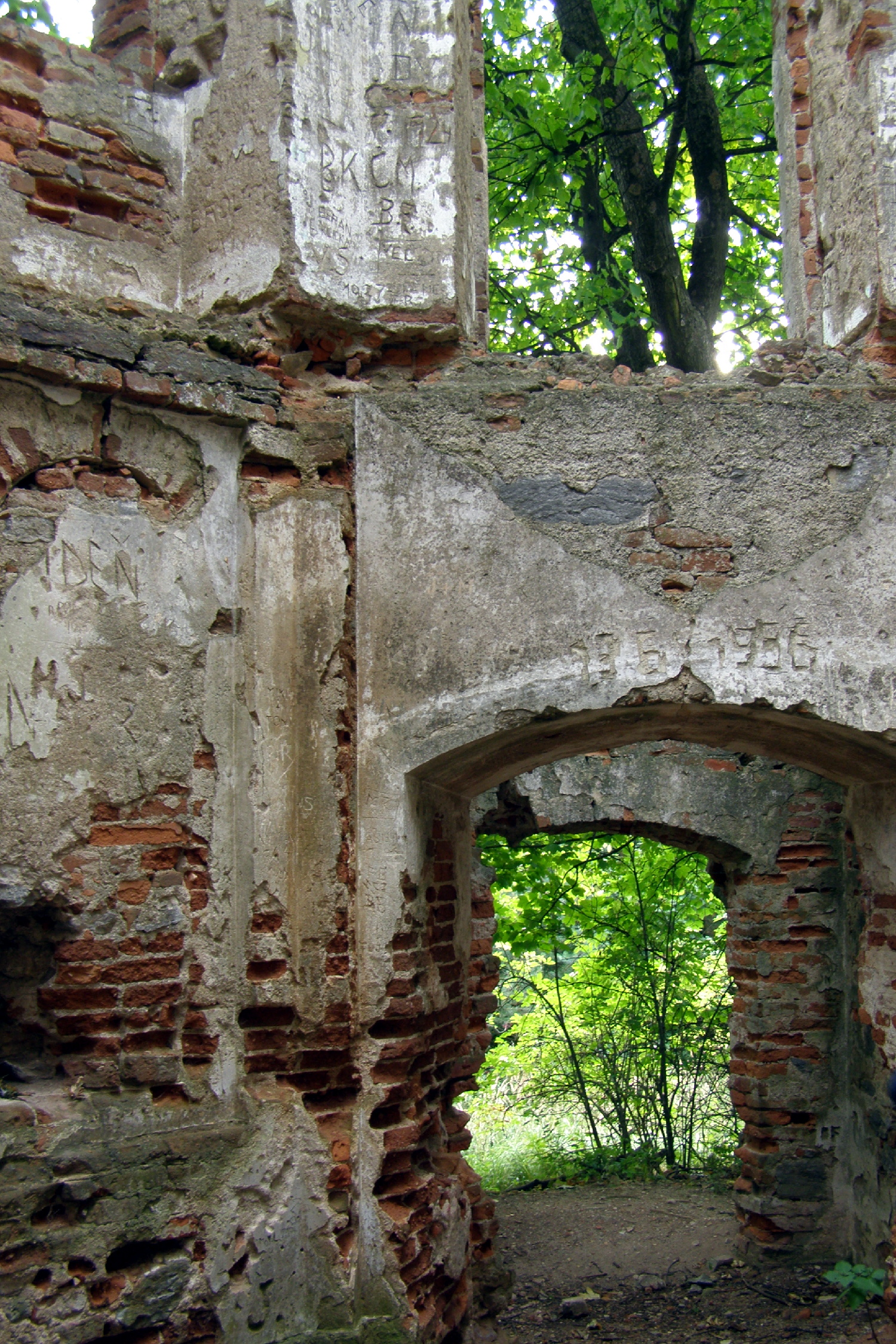
Pohled dovnitř zříceniny

Svatý Vít je kopec v Jevišovické pahorkatině v katastrálním území obce Lukova, asi 2,5 km na sever od Moravských Budějovic. Jeho nadmořská výška činí 557,3 m n. m. Na kopci bývala poutní kaple a poustevna, později letohrádek, při jeho zřícenině stojí telekomunikační věž a vodojem.
Kopec svatý Vít je jedním ze dvou výrazných zalesněných kopců – vedle Lukovské hory (530 m n. m.) – v katastrálním území Lukova. Původně se jmenoval Křížová hora podle tří masivních křížů, nebyl celý zalesněn, jeho svahy byly políčky, a býval již od počátku 17. století zdrojem vody pro blízké Moravské Budějovice, jehož občané odtud vedli vodovod. Tomuto účelu slouží doposud. Přes oba kopce vede cyklostezka č. 5103 a značená turistická trasa.

## Kaple, poustevna, letohrádek
Kapli na vrcholu kopce nechal zbudovat hrabě Rudolf Jindřich ze Schaumburka. Vysvětil ji dne 2. července 1677 jaroměřickým děkanem Janem Aloisem Tomanem; jejím patronem se stal svatý Antonín z Padovy. Podle názoru Aloise Plichty je však kaple ještě starší. Podle něho hrabě Schaumburk kapli jen poopravil. Poutě se totiž k svatému Vítu konaly odnepaměti, vždy v neděli po jeho svátku v červnu a poté o hlavních svátcích mariánských.
Kaple byla postavena v blízkosti tří křížů na upravené okrouhlé vyvýšenině a měla podobu pravidelného osmibokého hranolu. Základy byly z vápence, zdivo cihelné. V prvním patře býval ochoz, na nějž se vstupovalo schodištěm ze všech čtyř světových stran. Střecha byla šindelová, měla tvar kupole a nesla kříž. K jižní straně přiléhal dřevěný přístřešek na sloupech.
Podél zemské silnice z Moravských Budějovic na Babice a Třebíč nechal Rudolf Jindřich ze Schaumburka zbudovat též čtrnáct zastavení křížové cesty. Když byla kaple na přelomu 17. a 18. století znesvěcena, nechal ji znovu vysvětit jaroměřický děkan a farář Pavel František Polach. Zasvěcena byla nově svatému Vítu, jehož jméno se postupem času vžilo pro celý kopec.
Zděná poustevna (poustka) při kapli hostívala jednoho poustevníka, který i spravoval kapli. Hospodařit mohl na dvou políčkách a zahrádce. Mimo to dostával i deputát: potraviny a posléze i dříví a pivo. Za povinnost měli tito poustevníci zvonit Anděla Páně ráno, v poledne a večer, modlit se za kraj a za lidi v něm a hlídat kapli. Cvičeni byli v jaroměřickém klášteře servitů. Posledním z poustevníků byl augustiniánský mnich Fr. Bernard; odešel pravděpodobně roku 1782.
Kaple byla zrušena z rozhodnutí císaře Josefa II. Před svým zbořením v květnu roku 1787 již byla značně zchátralá: měla shnilou střehu a rozpraskané zdivo. Na místě kaple zbudoval jaroměřický hrabě Dominik Ondřej Kaunic-Reitberk-Questenberk letohrádek.